# Zsuzsanna Szőcs
Zsuzsanna Szőcs (Budapest, 10 de abril de 1962) es una deportista húngara que compitió en esgrima, especialista en las modalidades de florete y espada.
Participó en dos Juegos Olímpicos de Verano, obteniendo en ambas ocasiones una medalla de bronce en la prueba por equipos, en Moscú 1980 junto con Ildikó Schwarczenberger, Magda Maros, Gertrúd Stefanek y Edit Kovács, y en Seúl 1988 con Zsuzsanna Jánosi, Edit Kovács, Gertrúd Stefanek y Katalin Tuschák.
Ganó nueve medallas en el Campeonato Mundial de Esgrima entre los años 1979 y 1992, y dos medallas en el Campeonato Europeo de Esgrima de 1991.

## Palmarés internacional
| Juegos Olímpicos   | Juegos Olímpicos           | Juegos Olímpicos  | Juegos Olímpicos    |
| Año                | Lugar                      | Medalla           | Prueba              |
| ------------------ | -------------------------- | ----------------- | ------------------- |
| 1980               | Moscú (URSS)               | Medalla de bronce | Florete por equipos |
| 1988               | Seúl (Corea del Sur)       | Medalla de bronce | Florete por equipos |
| Campeonato Mundial |                            |                   |                     |
| Año                | Lugar                      | Medalla           | Prueba              |
| 1979               | Melbourne (Australia)      | Medalla de plata  | Florete por equipos |
| 1981               | Clermont-Ferrand (Francia) | Medalla de bronce | Florete por equipos |
| 1982               | Roma (Italia)              | Medalla de plata  | Florete por equipos |
| 1985               | Barcelona (España)         | Medalla de plata  | Florete por equipos |
| 1987               | Lausana (Suiza)            | Medalla de oro    | Florete por equipos |
| 1989               | Denver (Estados Unidos)    | Medalla de oro    | Espada por equipos  |
| 1990               | Lyon (Francia)             | Medalla de plata  | Espada por equipos  |
| 1991               | Budapest (Hungría)         | Medalla de oro    | Espada por equipos  |
| 1992               | La Habana (Cuba)           | Medalla de oro    | Espada por equipos  |
| Campeonato Europeo |                            |                   |                     |
| Año                | Lugar                      | Medalla           | Prueba              |
| 1991               | Viena (Austria)            | Medalla de oro    | Espada por equipos  |
| 1991               | Viena (Austria)            | Medalla de plata  | Espada individual   |